# ARM Aviación
ARM Aviación (anteriormente conocida como Aéreo Ruta Maya), es una aerolínea guatemalteca con su centro de operaciones en el Aeropuerto Internacional La Aurora, ubicado en la Zona 13 de la Ciudad de Guatemala. Además, la aerolínea dispone de una base secundaria en el Aeropuerto de Huehuetenango, desde donde opera vuelos diarios a diversos destinos.
La aerolínea fue fundada en 1994, emplea a aproximadamente 100 personas, incluidos 20 pilotos. ARM Aviación también opera una instalación de mantenimiento en el Aeropuerto Internacional La Aurora. Sus dos hangares están ubicados en el lado este del aeropuerto. ARM Aviación ofrece una amplia gama de servicios especializados en el sector de la aviación, que incluyen además de vuelos de pasajeros, vuelos privados y chárter, traslado de carga y courier, paracaidismo, fumigación y aspersión, combate de incendios, ambulancia aérea y ayuda humanitaria. ARM Aviación cubre diferentes destinos como Flores, Copán, Puerto Barrios, Chiquimula, Huehuetenango, Quetzaltenango, entre otros. La aerolínea cuenta con una flota diversa para sus diferentes rutas y servicios.

## Servicios
ARM Aviación es una empresa guatemalteca que cuenta con más de 45 años de experiencia en el sector de la aviación en Mesoamérica, destacándose como pionera en la aviación civil en Guatemala y como un actor importante en el mercado nacional. La compañía dispone de aproximadamente 100 colaboradores. El enfoque de ARM Aviación en la atención al cliente implica una actualización constante de sus servicios y una capacitación continua de su personal. El mantenimiento de la flota se realiza a través de un departamento interno, lo que permite una supervisión efectiva de los estándares de seguridad y calidad establecidos por los fabricantes.
El equipo de pilotos de ARM Aviación se somete a programas de entrenamiento aprobados por la Dirección General de Aeronáutica Civil de Guatemala, asegurando su capacitación constante. Además, se llevan a cabo entrenamientos recurrentes en las instalaciones de la empresa para evaluar y reforzar los conocimientos del personal. En la actualidad, ARM Aviación opera vuelos comerciales con itinerario mediante su agencia «Mundo Maya Volando» y vuelos chárter, tanto nacionales como internacionales, en Centroamérica, cubriendo más de 40 destinos. Otros servicios incluyen el traslado de carga y courier, paracaidismo, fumigación y aspersión, combate de incendios, entre otros. Las alianzas estratégicas con otros operadores como CM Airlines y Tropic Air permiten a la empresa ampliar su alcance y conectar diversas áreas importantes, contribuyendo así a la accesibilidad del transporte aéreo en la región.

## Destinos

Mapa de las rutas de ARM Aviación

### Nacionales e internacionales
| Países      | Destinos            | Aeropuertos                                    | Notas                   |
| ----------- | ------------------- | ---------------------------------------------- | ----------------------- |
| Belice      | Ciudad de Belice    | Aeropuerto Internacional Philip S. W. Goldson  | Operado por Tropic Air  |
| El Salvador | San Salvador        | Aeropuerto Internacional de Ilopango           | [ 10 ]                  |
| Guatemala   | Cobán               | Aeropuerto de Cobán                            | Chárter                 |
| Guatemala   | Ciudad de Guatemala | Aeropuerto Internacional La Aurora             | HUB                     |
| Guatemala   | Flores              | Aeropuerto Internacional Mundo Maya            | [ 11 ]                  |
| Guatemala   | Huehuetenango       | Aeropuerto de Huehuetenango                    | Focus city              |
| Guatemala   | Quetzaltenango      | Aeropuerto Internacional de Occidente          | Chárter                 |
| Guatemala   | San José            | Aeropuerto de Puerto San José                  | Chárter                 |
| Honduras    | La Ceiba            | Aeropuerto Internacional Golosón               | Operado por CM Airlines |
| Honduras    | Roatán              | Aeropuerto Internacional Juan Manuel Gálvez    | Operado por CM Airlines |
| Honduras    | San Pedro Sula      | Aeropuerto Internacional Ramón Villeda Morales | Operado por CM Airlines |
| Honduras    | Tegucigalpa         | Aeropuerto Internacional Toncontín             | Operado por CM Airlines |
| Honduras    | Útila               | Aeropuerto de Utila                            | Operado por CM Airlines |

## Flota actual

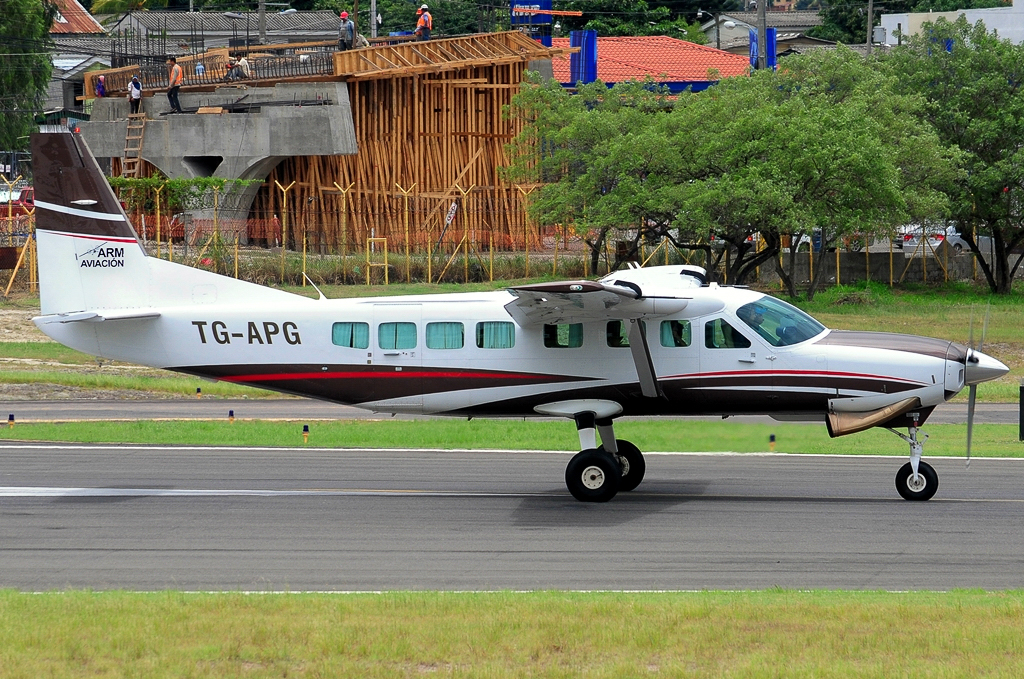
Cessna 208B Grand Caravan de ARM Aviación con matrícula TG-APG en el Aeropuerto Internacional Toncontín

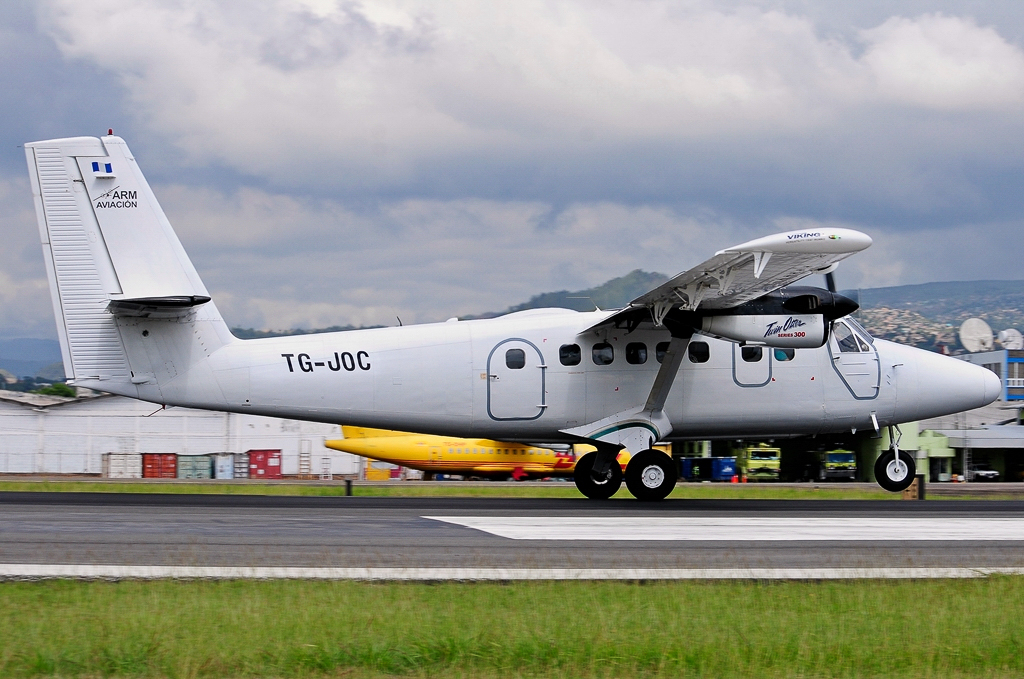
de Havilland DHC-6 Twin Otter de ARM Aviación con matrícula TG-JOC

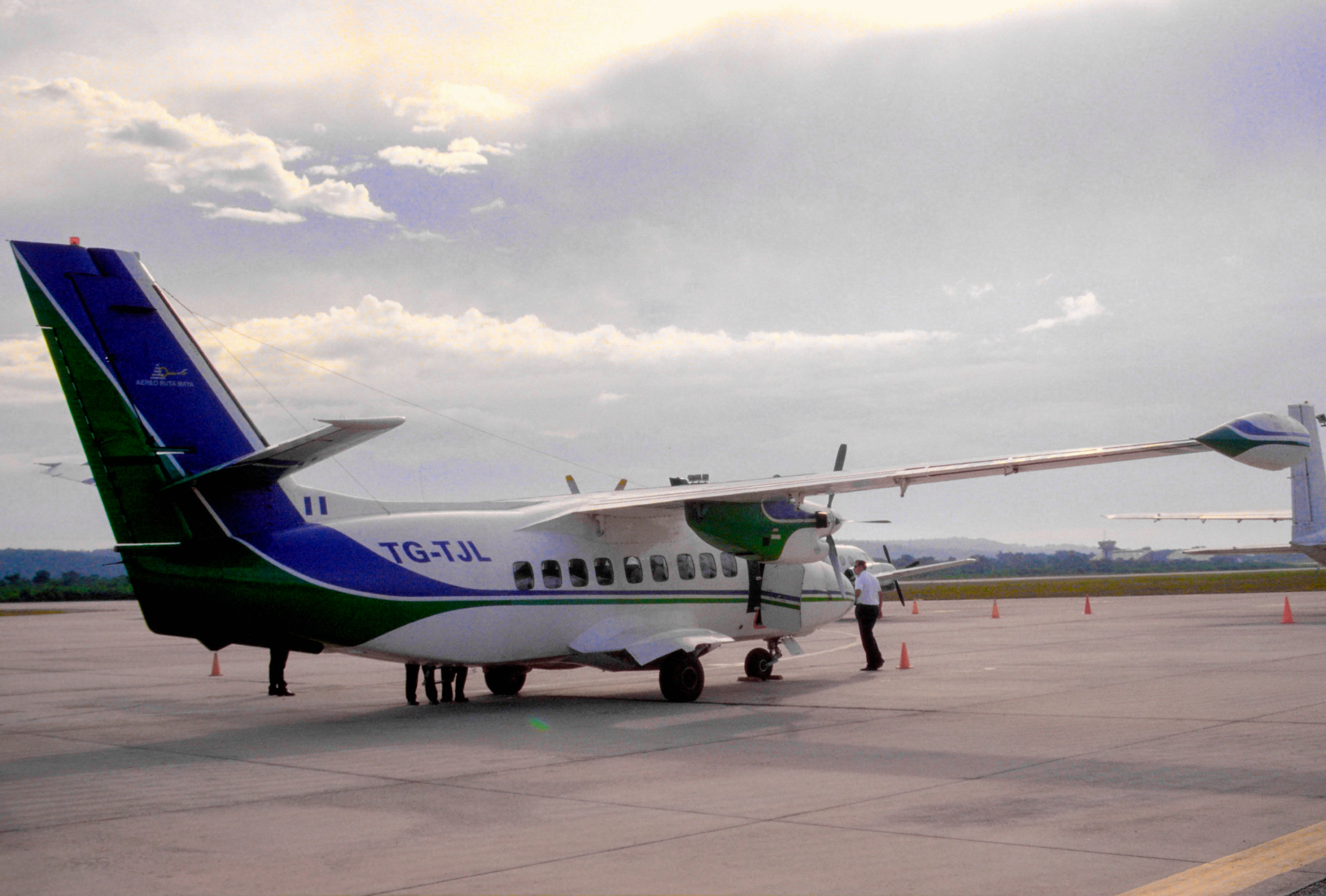
Let L-410 Turbolet de ARM Aviación con matrícula TG-TJL en el Aeropuerto Internacional Mundo Maya

La flota de ARM Aviación incluye:
- 1 Aero Commander 500
- 1 Beechcraft Baron 55
- 1 Cessna Titan C404
- 2 Cessna 208B Grand Caravan
- 1 de Havilland DHC-6 Twin Otter
- 1 Embraer 110
- 1 Let L-410 Turbolet
- 1 Pilatus PC-6

## Códigos compartidos
ARM Aviación actualmente posee código compartido con las siguientes aerolíneas:

- CM Airlines
- Tropic Air

## Incidentes y Accidentes
- El 24 de agosto de 2008, una Cessna Caravan 208 operada por ARM Aviación (entonces llamada Aéreo Ruta Maya) se estrelló en el camino desde el Aeropuerto Internacional La Aurora en la Ciudad de Guatemala hasta El Estor . Los pilotos realizaron un aterrizaje de emergencia en un campo a 60 millas al este de la ciudad de Guatemala después de que el avión sufriera una falla en el motor.
- El 6 de junio de 2025, un avión Let L-410UVP-E Turbolet con matrícula TG-TJG, que realizaba un vuelo desde el Aeropuerto Internacional La Aurora hacia el Aeropuerto Internacional de Tapachula, se estrelló en una zona montañosa cercana a Pavencul, México, provocando la muerte de los dos miembros de la tripulación y una tercera persona a bordo. La aeronave estaba dedicada a la liberación de moscas estériles como parte de un programa para controlar el gusano barrenador del ganado en la frontera entre Pavencul y Motozintla. Operaba desde TAP desde el 28 de mayo de 2025, realizando vuelos que solían durar unas 5 horas y 15 minutos.[17]